# Charlotte Holmes
Charlotte Holmes, née le 29 septembre 1988 à Hammersmith, un quartier de Londres, est un mannequin et une présentatrice de télévision anglaise. Elle est couronnée Miss Angleterre 2012, succédant à Alize Lily Mounter, puis participe à l'élection de Miss Monde 2012, à Ordos, en Chine.

## Biographie
Elle est née d'une mère d'origine mauricienne et d'un père anglais.